# Анисимов, Александр Леонидович
Алекса́ндр Леони́дович Ани́симов (25 августа 1961, Киев—27 июня 2012, там же) — украинский историк, журналист, публицист, писатель. Исследователь истории Киева.
Главный редактор газеты «Православный мир». Ведущий обозреватель еженедельника «Кіевскій телеграфъ».

## Биография
Родился в Киеве. Учился в средней школе № 21 (улица Саксаганского, 64). В 1988 году окончил исторический факультет Киевского национального педагогического университета (тогда — имени А. М. Горького), а в 1990 — Высшие журналистские курсы при Ленинградском государственном университете.
С 1984 года работал учителем истории в киевской средней школе № 77.
Перу Александра Анисимова принадлежит более десятка книг по истории Киева. Из них наиболее популярны — «Скорбное бесчувствие. На добрую память о Киеве или грустные прогулки по Городу, которого нет…», двухтомник «Киев и Киевляне», «Киевский потоп».
Автор сценариев к документальным фильмам: «Тени забытых предков» (1992), трилогии «Отголосок» («Эхо»), «Послесловие», «Трудные дороги Чернобыля» (1991—1994), «Белорусский синдром» (1995).
С 1991 года в журналистике: работал автором и ведущим еженедельной информационно-аналитической программы «Щотыжня», специальным корреспондентом информационной программы «УТН», специальным корреспондентом российского телеканала «НТВ» по Украине, главным редактором телеканала «УТ-3», ведущим обозревателем газеты Кiевскiй телеграфъ.
Автор публикаций на историческую тематику в изданиях: Факты, «Вечерние вести», Профиль-Украина, «Зеркало недели», «Независимость», «Андреевский спуск», «Молодая гвардия», «Вопросы истории», «Стиль & дом», «Новое Русское слово» (США).
Александр Анисимов много лет проводил авторские экскурсии по Киеву, а также специальные тематические экскурсии в Зону отчуждения Чернобыльской АЭС.
В 2008 году Александр Анисимов, фотограф Антон Бородавка, журналист и издатель Максим Павленко выпустили фотоальбом «Куклы Чернобыля», а в 2009 году- фотоальбом «Лица Чернобыля».
В последние годы жизни работал главным редактором газеты «Православный мир»(приложение к еженедельнику Кіевскій телеграфъ).
Умер 27 июня 2012 после продолжительной болезни, не дожив двух месяцев до 51-летия. Похоронен 30 июня на Байковом кладбище Киева.

## Общественная деятельность. Гражданская позиция
Анисимов был одним из активных защитников исторического и культурного наследия Киева.

## Труды и публикации
- Анисимов А. Скорбное бесчувствие. На добрую память о Киеве, или грустные прогулки по Городу, которого нет. — К: «Tabachuk Ltd», 1992. — 264 с.
- Анисимов А. Киев и Киевляне. в 2-х томах. — К: ИИГ «Телеграфъ» — 2000, 2003. — 400 с.
- Куренівський Апокаліпсис — К. 2000 — 92 с.
- Андронов О., Анисимов А. Великий Контрактовий шлях (2003)
- Анисимов А. Геростратов замысел. — К. 2006. — 254 с.
- Анисимов А. Киевский потоп. — К: Факт. — 2008.
- Анисимов А. Мой Киев. Портрет в интерьере вечности. — К: ИИГ «Восточная проекция» 2008. — 320 с.
- Анисимов А., Павленко М., Бородавка А. Куклы Чернобыля (фотоальбом). — Киев: ИИГ «Восточная проекция»,2008
- Анисимов А., Павленко М., Бородавка А. Лица Чернобыля (фотоальбом). — Киев: ИИГ «Восточная проекция», 2009
- Анисимов А. Киевские достопримечательности конца XIX — начала XX вв. — К: SkyHorse, 2010. — 112 с.
- Анисимов А. Приветъ изъ Кіева. — К.: SkyHorse, 2010. — 352 с.
- Анисимов А., Жарий О. «Киевские достопримечательности» (фотоальбом, 2010)
- Анисимов А. Скорбное бесчувствие. На добрую память о Киеве, или грустные прогулки по Городу, которого нет… 2-е изд., переработанное и дополненное. — К.: SkyHorse, 2011. — 232 с.
- Анисимов А. Киев. Это было недавно… / Комент. А. Анисимова. — К.: Скай Хорс, 2011. — 320 с.

## Награды
- Орден преподобного Нестора Летописца УПЦ МП
- Орден «За Дружбу» (РФ)
- Медаль Всемирной ассоциации русскоязычной прессы